# 鈴木俊隆
鈴木 俊隆（すずき　しゅんりゅう、1905年5月18日 - 1971年12月4日）は昭和の曹洞宗の僧侶。アメリカに禅を広め、欧米では、鈴木大拙と並んで「2人の鈴木」と呼ばれている。

## 経歴
神奈川県平塚市の曹洞宗松岩寺に生まれる。12歳で静岡県森町の蔵雲院の玉潤祖温に弟子入り。駒澤大学在学中に蔵雲院住職となる。1930年同大卒業。永平寺、總持寺で修行。1936年に静岡県焼津町（現、焼津市）林叟院住職に転任。

### 渡米後
1959年に55歳でアメリカに渡り、サンフランシスコの桑港寺の住職となる。桑港寺はそれまで主に日系人向けに教化活動をしていたが、当時の社会運動により、非日系アメリカ人の参禅者が増加。日系人との間で軋轢を生むようになり、鈴木は彼らのために1962年にサンフランシスコ禅センターを設立。1967年には長期修行道場として、カルメル渓谷近くの山中のカリフォルニア州タサハラ温泉にタサハラ禅マウンテンセンター（禅心寺）を設立した。
1969年に禅センターは桑港寺より独立、公案を用いない只管打坐の曹洞禅の普及に貢献した。
1971年12月に癌で遷化。死去の2週間前、法嗣（後継者）にゼンテツ・リチャード・ベーカーを認定した。

## 影響
ビートニクに与えた影響も深く、ことにゲイリー・スナイダーは鈴木の下で参禅を繰り返している。またスナイダーの紹介で、アレン・ギンズバーグとも交流を結び、ギンズバーグは俊隆が英訳した『般若心経』に感動し、その朗読も行なっている。
アメリカ仏教界へ与えた影響は大きく、1998年5月にはスタンフォード大学で、「鈴木俊隆学会」が開催された。
スティーブ・ジョブズの導師ともなった。

## 弟子
Wikipedia英語版に掲載されている主な弟子は次の通り。
- ゼンテツ・リチャード・ベーカー
- エドワード・エスプ・ブラウン
- デイヴィッド・チャドウィック
- ジャクショウ・ビル・クォン
- ソウジュン・メル・ウェイツマン

## 家族
妻にみつ、息子に鈴木包一・林叟院住職。

## 伝記
- "Crooked Cucumber: the Life and Zen Teaching of Shunryu Suzuki."（Chadwick, David著、Diane出版社）。
- ”まがったキュウリ―鈴木俊隆の生涯と禅の教え.” (デイヴィッド チャドウィック(著)、浅岡 定義(訳)、藤田 一照(監訳)、サンガ出版社)。

## 著書
- "en:Zen Mind, Beginner's Mind"（Shambhala Pubns社） - 24カ国語に翻訳
  - 鈴木俊隆『初心・禅心』松崎徳意訳、白馬書房、1979年。
  - 鈴木俊隆『禅へのいざない』紀野一義訳、PHP研究所、1998年。ISBN 978-4569600062。
  - 鈴木俊隆『禅マインド ビギナーズマインド』松永太郎訳、サンガ、2005年。ISBN 978-4-905425-16-8。
- Zen is Right Here Shambhala Publications, 2007. ISBN 978-1-59030-491-4

### 共著
- Branching Streams Flow in the Darkness: Zen Talks on the Sandokai 1st ed. Eds. Mel Weitsman and Michael Wenger. University of California Press, 1999. ISBN 0-520-21982-1
- Not Always So: Practicing the True Spirit of Zen. Ed. Edward Espe Brown. HarperCollins, 2002. ISBN 0-060-95754-9
  - 鈴木俊隆『禅マインド ビギナーズマインド2 ノット・オールウェイズ・ソー』藤田一照訳、サンガ、2015年。ISBN 978-4865640182。
- "To Shine One Corner of the World: moments with Shunryu Suzuki / the students of Shunryu Suzuki". Ed. David Chadwick. Broadway Books, 2001. ISBN 0-7679-0651-9